# Bures-sur-Yvette
Bures-sur-Yvette  [byʁ sʏʁ ivɛt̪] je francouzské město v departementu Essonne, v regionu Île-de-France, 22 kilometrů jihozápadně od Paříže.
Je sídlem několika vědeckých ústavů.

## Geografie
Sousední obce: Gif-sur-Yvette, Orsay, Gometz-le-Châtel, Saint-Jean-de-Beauregard a Les Ulis.

## Vývoj počtu obyvatel
Počet obyvatel

## Osobnosti obce
- Louis Michel, francouzský fyzik
- René Thom, francouzský matematik
- Alfred Kastler, francouzský fyzik, pohřben na území obce

## Partnerská města
- Koréra Koré

## Památky
- kostel sv. Matouše z 13. století